# 2 Pułk Haubic Polowych (austro-węgierski)
Pułk Haubic Polowych Nr 2 (niem. Feldhaubitzregiment Nr. 2) – pułk artylerii polowej cesarskiej i królewskiej Armii.
Szef honorowy (niem. Regimentsinhaber): FZM Gustav von Geldern-Egmond zu Arcen.

## Skład
- Dowództwo
- 4 x bateria po 6 haubic M99[1].

## Dyslokacja 1914
Garnizon Wiedeń.

## Podporządkowanie w 1914
II Korpus, 2 Brygada Artylerii Polowej.

## Komendanci pułku
- płk Ferdinand Goglia von Zlota Lipa (1906 – 1907 → komendant Oddziału Szkolnego Strzelania Artylerii Polowej)
- płk Józef Reisinger (1914)